# Elemér Lónyay
Elemér Lónyay, född 23 augusti 1863 i Bodrogolaszi, död 29 juli 1946 i Budapest, var en ungersk greve och politiker.

## Biografi
Lónyay var en tid österrikisk-ungersk diplomat och förmäldes den 22 mars 1900 med kronprins Rudolfs änka, Stephanie, dotter till Leopold II av Belgien. Han var ledamot av ungerska överhuset samt kejserlig-kunglig kammarherre. Han upphöjdes den 9 februari 1917 till ungersk furste. Han levde efter revolutionen 1918 fullständigt som privatman.